# Humphry Knipe
Victor Humphry Knipe dit Humphry Knipe, né le 20 septembre 1941 à Kimberley en Afrique du Sud et mort le 16 janvier 2023 à Calabasas en Californie, États-Unis, est un essayiste spécialisé en sociologie et en Histoire, auteur de films pour adultes, et directeur et administrateur de sites Web.
Knipe est le coauteur de The Dominant Man: The Pecking Order in Human Society (1972), étude sociologique traduite en cinq langues, et auteur de The Nero Prediction (2005), roman historique au sujet de l'empereur romain Néron, ouvrage qui lui a valu l'Independent Publisher Book Award (en) de la meilleure fiction historique.

## Biographie
Knipe naît à Kimberley en Afrique du Sud le 20 septembre 1941. Il est diplômé de l'université Rhodes en Histoire et en anglais.
Dans les années 1960, Knipe déménage en Angleterre où il rencontre sa future épouse, la photographe érotique Suze Randall. Ils émigrent à Los Angeles en 1975. Le couple raconte ses expériences dans le manoir de Hugh Hefner dans le livre autobiographique Suze, qui paraît en 1977.
Dans les années 1980, Knipe écrit et dirige plusieurs films pornographiques, produits par Suze Randall, sous le pseudonyme de Victor Nye. L'une de leurs actrices les plus célèbres est Traci Lords.
Le couple réside à Malibu, en Californie, d'où il administre les sites Internet érotiques de Randall et la holding Suze Randall Productions.
Humphry Knipe et Suze Randall ont trois enfants dont une fille, Holly Randall, elle-même photographe érotique et qui participe également à la gestion des affaires familiales.
Humphry Knipe meurt le 16 janvier 2023 à Calabasas (Californie, États-Unis).

## Filmographie
- Star Virgin (1979)
- Kiss and Tell (1980), titre alternatif : KOCK-FM 69
- Miss Passion (1984)
- Love Bites (1985)
- Too Naughty to Say No (1985)
- Sky Foxes (1987)
- Erotic Eye (1995), titre alternatif : Suze Randall's Erotic Eye